# Aleuritopteris veitchii
Aleuritopteris veitchii är en kantbräkenväxtart som först beskrevs av Christ, och fick sitt nu gällande namn av Ren-Chang Ching. Aleuritopteris veitchii ingår i släktet Aleuritopteris och familjen Pteridaceae. Inga underarter finns listade.